# Лено (Кальвадос)
Лено́ (фр. Lénault) — колишній муніципалітет у Франції, у регіоні Нормандія, департамент Кальвадос. Населення — 187 осіб (2011).
Муніципалітет був розташований на відстані близько 220 км на захід від Парижа, 34 км на південний захід від Кана.

## Історія
До 2015 року муніципалітет перебував у складі регіону Нижня Нормандія. Від 1 січня 2016 року належав до нового об'єднаного регіону Нормандія.
1 січня 2016 року Лено, Ла-Шапель-Анжербо, Конде-сюр-Нуаро, Пруссі, Сен-Жермен-дю-Кріу i Сен-П'єрр-ла-В'єй було об'єднано в новий муніципалітет Конде-ан-Норманді.

## Демографія
Динаміка населення (INSEE ):
Розподіл населення за віком та статтю (2006):
| Стать | Всього | До 15 років | 15-24 | 25-44 | 45-64 | 65-85 | Понад 85 |
| --- | ------ | ----------- | ----- | ----- | ----- | ----- | -------- |
| Чоловіки | 92     | 16          | 8     | 28    | 16    | 20    | 4        |
| Жінки | 75     | 12          | 8     | 20    | 19    | 16    | 0        |
| \| Статево-вікова піраміда \| Статево-вікова піраміда \| Статево-вікова піраміда \| \| ----------------------- \| ----------------------- \| ----------------------- \| \| Чоловіки \| Вік \| Жінки \| \| 4 \| 85 + \| 0 \| \| 0 \| 80-84 \| 0 \| \| 4 \| 75-79 \| 8 \| \| 8 \| 70-74 \| 4 \| \| 8 \| 65-69 \| 4 \| \| 4 \| 60-64 \| 4 \| \| 0 \| 55-59 \| 15 \| \| 4 \| 50-54 \| 0 \| \| 8 \| 45-49 \| 0 \| \| 4 \| 40-44 \| 4 \| \| 8 \| 35-39 \| 8 \| \| 8 \| 30-34 \| 4 \| \| 8 \| 25-29 \| 4 \| \| 4 \| 20-24 \| 0 \| \| 4 \| 15-20 \| 8 \| \| 4 \| 10-14 \| 4 \| \| 4 \| 5-9 \| 0 \| \| 8 \| 0-4 \| 8 \| |        |             |       |       |       |       |          |
| Статево-вікова піраміда |        |             |       |       |       |       |          |
| Чоловіки | Вік    | Жінки       |       |       |       |       |          |
| 4 | 85 +   | 0           |       |       |       |       |          |
| 0 | 80-84  | 0           |       |       |       |       |          |
| 4 | 75-79  | 8           |       |       |       |       |          |
| 8 | 70-74  | 4           |       |       |       |       |          |
| 8 | 65-69  | 4           |       |       |       |       |          |
| 4 | 60-64  | 4           |       |       |       |       |          |
| 0 | 55-59  | 15          |       |       |       |       |          |
| 4 | 50-54  | 0           |       |       |       |       |          |
| 8 | 45-49  | 0           |       |       |       |       |          |
| 4 | 40-44  | 4           |       |       |       |       |          |
| 8 | 35-39  | 8           |       |       |       |       |          |
| 8 | 30-34  | 4           |       |       |       |       |          |
| 8 | 25-29  | 4           |       |       |       |       |          |
| 4 | 20-24  | 0           |       |       |       |       |          |
| 4 | 15-20  | 8           |       |       |       |       |          |
| 4 | 10-14  | 4           |       |       |       |       |          |
| 4 | 5-9    | 0           |       |       |       |       |          |
| 8 | 0-4    | 8           |       |       |       |       |          |

## Економіка
2010 року серед 103 осіб працездатного віку (15—64 років) 71 була активною, 32 — неактивними (показник активності 68,9%, у 1999 році було 62,8%). З 71 активної мешканців працювало 67 осіб (39 чоловіків та 28 жінок), безробітними було 4 (2 чоловіки та 2 жінки). Серед 32 неактивних 9 осіб було учнями чи студентами, 18 — пенсіонерами, 5 були неактивними з інших причин.

У 2010 році в муніципалітеті числилось 72 оподатковані домогосподарства, у яких проживали 172,0 особи, медіана доходів виносила 14 320 євро на одного особоспоживача